# Maple Leaf Foods
Maple Leaf Foods Inc. är ett kanadenskt livsmedelsföretag som grundades 1927 i Toronto. Företaget har sitt huvudkontor i Mississauga, Ontario.